# Sentimentale
«Sentimentale» (с фр. — «Сентиментальная») — песня, записанная Милен Фармер для её одиннадцатого студийного альбома Désobéissance. Была выпущена 20 сентября 2018 года в качестве промосингла с альбома, 25 сентября была отправлена на радио.
Песне удалось дебютировать на 37 позиции в национальном чарте Франции, на второй неделе она добралась до 19 позиции, что и стало её пиком.

## Чарты
| Чарт (2018) | Пиковая позиция |
| ----------- | --------------- |
| SNEP        | 19              |